# Гостромордий скат
Гостромордий скат або скат-крилоплавник (Fontitygon geijskesi) — вид скатів родини Dasyatidae, поширений від берегів Венесуели до північної Бразилії. Мешкає в мілководних солонуватих водоймах, рухаючись до узбережжя в сухий сезон і від нього в сезон дощів. Зазвичай розміром 70 см (28 дюйм) цього темно-коричневого ската легко впізнати за його довгою виступаючою мордою та подовженими гостро загостреними черевними плавцями. Його раціон складається з придонних безхребетних. Розмноження є безплацентарним живородним, самки народжують від одного до трьох дитинчат на рік. Природно незвичайний і повільно розмножується, гостроносий скат перебуває під тиском як кустарного, так і комерційного рибальства, що спонукало Міжнародний союз охорони природи (IUCN) до оцінки його як такого, що перебуває під загрозою зникнення.

## Систематика і філогенія
Голландський іхтіолог Марінус Боземан описав гостромордого ската в науковому журналі Zoologische Mededelingen за 1948 рік на основі молодого самця, спійманого біля Суринаму, з диском завдовжки 36 см (14 дюйм). Місцезнаходження цього зразка невідоме. У 2001 році під час філогенетичного аналізу, заснованого на морфологічних ознаках, Ліза Розенбергер виявила, що довгоносий скат (Hypanus guttata) є сестринським видом гостромордого ската, і що обидва вони утворюють кладу з блідим скатом (Telatrygon zugei), перловим скатом (Fontitrygon margaritella), скатом гостроносим (Maculabatis gerrardi) і скатом гладким (Gymnura micrura, включений до дослідження як зовнішня група). Ці результати підтверджують зростаючий консенсус щодо того, що ані Dasyatis, ані Himantura не є монофілетичними.

## Поширення і середовище проживання
Один із менш поширених скатів у своєму ареалі, гостромордий скат зустрічається в прибережних солонуватих водах уздовж північно-східного узбережжя Південної Америки, від Венесуели та Тринідаду і Тобаго до Північної Бразилії; багато з них трапляються в естуарній зоні, на яку впливає сток прісної води річки Амазонка. Віддає перевагу мулистим місцям існування 5—25 м (16—82 фут) завглибшки, з низькою видимістю. Однак Uyeno et al. (1983) дав глибину 810 м (2 660 фут) для цього виду. Гостромордий скат здійснює щорічні переміщення, які залежать від солоності, заходячи в прибережні бухти, такі як затока Маражо, під час сезону дощів і зміщується в морські води під час сезону дощів.

## Опис
Диск грудного плавця гостромордого ската приблизно такої ж ширини, як і довжина, із сильно увігнутими передніми краями та закругленими кутами. Морда довга і виступаюча, розміром — 39–54 % ширини диска. Очі маленькі, за ними розташовані набагато більші бризкальця. Між носовими отворами є шкірний клапоть із дрібною бахромою заднього краю. Лінія рота злегка заглиблена по центру. Верхня і нижня щелепи містять по 56—68 зубних рядів; зуби притуплені, розташовані п'ятірково. На дні ротової порожнини є поперечний ряд із 5 сосочків.
Черевні плавці відрізняються характерною рисою: вони більш ніж вдвічі довші за ширину, мають м'яко звивистий край і звужуються до гострого кінчика, який іноді простягається за диск. Довжина хвоста, схожого на батіг, у два рази перевищує довжину диска, і на вершині є — зазубрені шипи. Позаду шипів розташовані тонкий спинний кіль і черевний плавник, що становить приблизно половину довжини диска. Смуга маленьких горбків проходить уздовж спинної середньої лінії від позаду очей до основи хвоста (за винятком задньої частини диска), з більшими горбками в центральному ряду та на кожному «плечі». Більше конічних горбків розкидано по верхній поверхні хвоста повз колючки. Забарвлення однорідне коричневе зверху та біле знизу, що темніє до краю диска. Цей вид зазвичай сягає ширини диска 70 см (28 дюйм), але особини до 1,5 м (4,9 фут) поперек були записані.

## Біологіятаекологія
Гостромордий скат харчується дрібними риючими безхребетними такими, як черви, ракоподібні та молюски, викопуючи їх із субстрату та подрібнюючи своїми зубами, схожими на бруківку. Як і інші скати, цей вид є безплацентарним живородним, самки щороку народжують — дитинчат. Подібно до ската Colares (Fontitrygon colarensis), щорічні переміщення цього променя можуть бути пов'язані з розмноженням, оскільки більшість самок, знайдених поблизу узбережжя, нещодавно запліднені. Молоді особини мають пропорційно довший хвіст (розміром до трьох разів більше ширини диска), ніж дорослі.

## Взаємодія з людиною
Гострі отруйні хвостові шипи гостромордого ската є потенційно небезпечними для людини. Цей вид ловлять на гачок або в сітку; він використовується в їжу рибалками, але його не люблять, оскільки його м'якоть темно-червонуватого кольору. Гостромордий скат також є частиною прилову кустарного та комерційного рибальства, спрямованого на великого сома в гирлі Амазонки, тоді як збільшення інтересу до використання скатів для рибних продуктів може посилити рибальський тиск на цей вид у майбутньому. Через ці загрози та повільну швидкість розмноження цього ската Міжнародний союз охорони природи (МСОП) оцінив його як такий, що перебуває під загрозою зникнення.